# Az első világháború olasz repülőszázadainak eredményességi sorrendje
Az első világháborúban 13 olyan olasz repülőszázad működött, amelyben a háború folyamán legalább egy ászpilóta szolgált. Ezen repülőszázadok összesen 404 igazolt légi győzelmet szereztek, emellett legalább 200 igazolatlant is. A 404 légi győzelem igen jelentős részét, 112-t a 91. Vadászrepülő Osztag - amely egyébként az olasz légierő legeredményesebbje volt - pilótái szereztek.
| Név             | Összes igazolt győzelem | Legeredményesebb pilóta | Osztagparancsnok            | Ászpilóták száma |
| --------------- | ----------------------- | ----------------------- | --------------------------- | ---------------- |
| Squadriglia 91  | 112                     | Francesco Baracca       | Guido Tacchini              | 11               |
| Squadriglia 76  | 66                      | Silvio Scaroni          | Luigi Olivi hadnagy         | 9                |
| Squadriglia 79  | 43                      | Marziale Cerutti        | Francsco Chimirri kapitány  | 4                |
| Squadriglia 78  | 42                      | Cosimo Rennella         | Domenico Bolognesi kapitány | 9                |
| Squadriglia 70  | 36                      | Flaminio Avet           | ?                           | 7                |
| Squadriglia 77  | 32                      | Carlo Lombardi          | ?                           | 6                |
| Squadriglia 81  | 20                      | Flavio Baracchini       | Salvatore Calori kapitány   | 3                |
| Squadriglia 80  | 17                      | Alvaro Leonardi         | Mario Gordesco kapitány     | 4                |
| Squadriglia 260 | 16                      | Orazio Pierozzi         | Luigi Bologna hadnagy       | 3                |
| Squadriglia 71  | 11                      | Amantea, Bedendo        | ?                           | 3                |
| Squadriglia 1   | 5                       | Francesco Baracca       | ?                           | 3                |
| Squadriglia 75  | 2                       | Buzio, Nardini          | ?                           | 2                |
| 5 Sez           | 2                       | Michele Allasia         | ?                           | 1                |